# Hillel Poritsky
Hillel Poritsky (* 28. Juni 1898; † 16. Februar 1990) war ein US-amerikanischer Angewandter Mathematiker.
Poritsky wurde 1920 Instructor in Mathematik an der Cornell University und wurde dort 1927 promoviert. Später war er bei General Electric in deren Forschungslaboratorien in Schenectady.
Poritsky befasste sich mit angewandter Mechanik (unter anderem Kontaktmechanik) und mathematischer Physik. 1938 wandte er eine Variante des Galerkin-Verfahrens (Methode der gewichteten Residuen) bei der Reduktion von partiellen Differentialgleichungen auf gewöhnliche Differentialgleichungen an.
Er hielt Vorlesungen in den Summer Courses in Applied Mechanics an der Brown University.
1967 erhielt er die Timoshenko Medal.

## Schriften
- Extension of Weyl’s Integral for Harmonic Spherical Waves to Arbitrary Wave Shapes. In: Symposium on the Theory of Electromagnetic Waves (New York, Juni 1950), Interscience, New York 1951, S. 97
- The reduction of the solution of certain partial differential equations to ordinary differential equations. In: Transactions Fifth International Congress of Applied Mechanics. Cambridge/Massachusetts 1938, S. 700–707
- The collapse or growth of a spherical bubble or cavity in a viscous fluid. In: Proc. First U.S. National Congr. Appl. Mech. ASME 1952, S. 813–821
- Stresses and deflections of cylindrical bodies in contact with application to contact of geers and locomotive wheels. In: Journal of Applied Mechanics. Band 17, 1950, S. 191–201